# Oreste Davini
Oreste Davini, italijanski kvestor, * 1932, Sulmona, Italija, † 1999, Gorica.

## Življenjepis
Njegov oče je bil Delfo Davini, mati pa Teresa Taglieri. Prebival je velik del življenja v Gorici, kamor je prišel leta 1966 kot policijski komisar. Pozneje je bil imenovan za kvestorja in premeščen v Videm leta 1988. Bil je poročen in oče dveh otrok. 

## Odlikovanja in nagrade
Leta 1992 je bil na pobudo predsedstva Ministrskega sveta odlikovan s častnim redom "commendatore al merito", ki je visoko priznanje zaslug pri izpolnjevanju službenih dolžnosti. 
Leta 1998 je prejel častni znak svobode Republike Slovenije z naslednjo utemeljitvijo: »za pomoč v času agresije na Slovenijo in za vse druge zasluge v dobro Sloveniji«.